# 奧達里夫卡 (扎波羅熱區)
奧達里夫卡（烏克蘭語：Одарівка），是烏克蘭東南部扎波羅熱州扎波羅熱區科梅舒瓦哈市镇的村落。處於孔卡河右岸，分別距離若夫滕凱、布拉基特内1公里和柳比米夫卡2.5公里，始建於1770年，面積0.75平方公里，海拔高度38米，2001年人口207。